# Campionato americano maschile di pallacanestro 1995
Il 7º Campionato Americano Maschile di Pallacanestro FIBA (noto anche come FIBA Americas Championship 1995) si è svolto dal 15 agosto al 27 agosto 1995 a Tucuman e Neuquén, in Argentina.
I Campionati americani maschili di pallacanestro sono una manifestazione biennale tra le squadre nazionali organizzato dalla FIBA Americas.

## Squadre partecipanti
| Gruppo A                                                  | Gruppo B                                              |
| --------------------------------------------------------- | ----------------------------------------------------- |
| - Barbados - Canada - Cuba - Rep. Dominicana - Porto Rico | - Argentina - Bahamas - Brasile - Uruguay - Venezuela |

## Turno preliminare

### Gruppo A
| Squadra         | Pt | G | V | P | PF  | PS  | Diff |
| --------------- | -- | - | - | - | --- | --- | ---- |
| Porto Rico      | 8  | 4 | 4 | 0 | 361 | 326 | +35  |
| Canada          | 6  | 4 | 2 | 2 | 337 | 312 | +25  |
| Cuba            | 6  | 4 | 2 | 2 | 369 | 336 | +33  |
| Rep. Dominicana | 6  | 4 | 2 | 2 | 329 | 326 | +3   |
| Barbados        | 4  | 4 | 0 | 4 | 271 | 367 | -96  |

15 agosto 1995
| Porto Rico      | 105–95 | Cuba   |
| Rep. Dominicana | 82–79  | Canada |

16 agosto 1995
| Rep. Dominicana | 86–66 | Barbados |
| Porto Rico      | 84–73 | Canada   |

17 agosto 1995
| Cuba       | 96–55 | Barbados        |
| Porto Rico | 82–75 | Rep. Dominicana |

18 agosto 1995
| Canada     | 90–79 | Cuba     |
| Porto Rico | 90–83 | Barbados |

19 agosto 1995
| Canada | 95–67 | Barbados        |
| Cuba   | 99–86 | Rep. Dominicana |

### Gruppo B
| Squadra   | Pt | G | V | P | PF  | PS  | Diff |
| --------- | -- | - | - | - | --- | --- | ---- |
| Brasile   | 7  | 4 | 3 | 1 | 354 | 320 | +34  |
| Uruguay   | 7  | 4 | 3 | 1 | 343 | 313 | +30  |
| Argentina | 7  | 4 | 3 | 1 | 326 | 290 | +36  |
| Bahamas   | 5  | 4 | 1 | 3 | 317 | 372 | -55  |
| Venezuela | 4  | 4 | 0 | 4 | 312 | 357 | -45  |

15 agosto 1995
| Argentina | 83–66 | Venezuela |
| Uruguay   | 84–81 | Brasile   |

16 agosto 1995
| Brasile   | 91–78 | Bahamas |
| Argentina | 79–75 | Uruguay |

17 agosto 1995
| Uruguay | 104–78 | Bahamas   |
| Brasile | 99–80  | Venezuela |

18 agosto 1995
| Uruguay   | 80–75 | Venezuela |
| Argentina | 86–66 | Bahamas   |

19 agosto 1995
| Brasile | 83–78 | Argentina |
| Bahamas | 95–91 | Venezuela |

## Quarti di finale
Le prime quattro classificate dei Gruppi A e B avanzano al gruppo unico da otto squadre dei quarti di finale. Ogni squadra affronterà le quattro squadre provenienti dall'altro gruppo. I risultati della fase a gironi sono mantenuti.
Le prime quattro classificate del gruppo unico accedono alle semifinali.
| Squadra         | Pt | G | V | P | PF  | PS  | Diff |
| --------------- | -- | - | - | - | --- | --- | ---- |
| Argentina       | 13 | 7 | 6 | 1 | 633 | 545 | +88  |
| Porto Rico      | 11 | 7 | 6 | 1 | 658 | 609 | +49  |
| Canada          | 11 | 7 | 4 | 3 | 665 | 608 | +57  |
| Brasile         | 10 | 7 | 3 | 4 | 645 | 628 | +17  |
| Cuba            | 10 | 7 | 3 | 4 | 657 | 654 | +3   |
| Uruguay         | 10 | 7 | 3 | 4 | 596 | 611 | -15  |
| Rep. Dominicana | 9  | 7 | 2 | 5 | 586 | 664 | -78  |
| Bahamas         | 8  | 7 | 1 | 6 | 615 | 736 | -121 |

21 agosto 1995
| Canada          | 94–73  | Uruguay |
| Rep. Dominicana | 100–98 | Brasile |
| Argentina       | 86–81  | Cuba    |
| Porto Rico      | 139–95 | Bahamas |

22 agosto 1995
| Canada     | 130–89 | Bahamas         |
| Brasile    | 110–95 | Cuba            |
| Argentina  | 97–75  | Rep. Dominicana |
| Porto Rico | 89–83  | Uruguay         |

23 agosto 1995
| Uruguay   | 88–81  | Rep. Dominicana |
| Argentina | 105–70 | Porto Rico      |
| Canada    | 104–99 | Brasile         |
| Cuba      | 99–88  | Bahamas         |

24 agosto 1995
| Bahamas    | 121–87 | Rep. Dominicana |
| Cuba       | 109–89 | Uruguay         |
| Argentina  | 102–95 | Canada          |
| Porto Rico | 89–83  | Brasile         |

## Semifinali e Finali
|  | Semifinali | Semifinali | Semifinali |           |            | Finale             | Finale             | Finale             |  |
|  |            |            |            |           |            |                    |                    |                    |  |
|  | Porto Rico | Porto Rico | 98         |           |            |                    |                    |                    |  |
|  | Porto Rico | Porto Rico | 98         |           |            |                    |                    |                    |  |
|  | Canada     | Canada     | 81         |           |            |                    |                    |                    |  |
|  | Canada     | Canada     | 81         |           | Porto Rico | Porto Rico         | 87                 |                    |  |
|  |            |            |            |           | Porto Rico | Porto Rico         | 87                 |                    |  |
|  |            |            | Argentina  | Argentina | 86         |                    |                    |                    |  |
|  | Argentina  | Argentina  | Argentina  | Argentina | 86         | 87                 |                    |                    |  |
|  | Argentina  | Argentina  |            |           |            | 87                 |                    |                    |  |
|  | Brasile    | Brasile    | 82         |           |            | Finale Terzo Posto | Finale Terzo Posto | Finale Terzo Posto |  |
|  | Brasile    | Brasile    | 82         |           |            |                    |                    |                    |  |
|  |            |            |            |           |            |                    |                    |                    |  |
|  |            |            |            |           |            | Canada             | Canada             | 79                 |  |
|  |            |            |            |           |            | Canada             | Canada             | 79                 |  |
|  |            |            |            |           |            | Brasile            | Brasile            | 97                 |  |

## Classifica finale
| Campione d'America | Campione d'America | Campione d'America |
| --- | ------------------ | --- |
| Porto Rico4 Ortiz, 5 Curbelo, 6 Alicea, 7 R. Soto, 8 Mincy, 9 Rivera, 10 Nieves, 11 Rivas, 12 Hourruitiner, 13 E. Soto, 14 de León, 15 Torres, All. Carlos Morales |                    | |
| Argento | Argentina          | Argentina4 Nicola, 5 Farabello, 6 Villar, 7 de la Fuente, 8 Michel, 9 Milanesio, 10 Espil, 11 Osella, 12 Oberto, 13 Racca, 14 Pérez, 15 Wolkowyski, All. Guillermo Vecchio   |
| Bronzo | Brasile            | Brasile4 Chuí, 5 Ratto, 6 Caio, 7 Pipoka, 8 Ferreira, 9 Márcio, 10 Maury, 11 Fernando Minucci, 12 Josuel, 13 Rogério, 14 Oscar, 15 Israel, All. Ary Vidal                    |
| 4. | Canada             | Canada4 Vickery, 5 Hamilton, 6 Dixon, 7 Nash, 8 Njoku, 9 Meeks, 10 Hallas, 11 Walton, 12 Keane, 13 Allen, 14 Wiltjer, 15 Yearwood, All. Steve Konchalski                     |
| 5. | Cuba               | Cuba4 Caballero, 5 Abreu, 6 Cobarrubia, 7 Simón, 8 Díaz, 9 Amaro, 10 Pérez, 11 Borrell, 12 Vázquez, 13 Cisneros, 14 Hechevarría, 15 Herrera, All. Miguel Calderón            |
| 6. | Uruguay            | Uruguay4 Rivera, 5 Losada, 6 Pierri, 7 Cattivelli, 8 Mayor, 9 Moglia, 10 Capalbo, 11 Caneiro, 12 Szczygielski, 13 Silveira, 14 Bouzout, 15 Granger, All. Víctor Hugo Berardi |
| 7. | Rep. Dominicana    | Rep. Dominicana4 Baker, 5 Aquino, 6 Ramírez, 7 Payano, 8 Vásquez, 9 Chacón, 10 Novas, 11 Martínez, 12 Horford, 13 López, 14 Vargas, 15 Western, All. Osiris Duquela          |
| 8. | Bahamas            | BahamasOutten, Stuart, Collie, Wilson, Cambridge, Dean, Hanna, Adderlie, Taylor, Knowles, Pierre, Forbes, All. Gladstone McPhee                                              |
| 9. | Venezuela          | Venezuela4 Díaz, 5 Guevara, 6 Becker, 7 Lugo, 8 Ramos, 9 Echenique, 10 Shepherd, 11 Portillo, 12 Yépez, 13 Estaba, 14 Olivares, 15 Walcott, All. Mike Davis                  |
| 10. | Barbados           | Barbados4 Edwards, 5 Rowe, 6 Rouse, 7 Harvey, 8 Stewart, 9 Stuart, 10 Payne, 11 Lloyd, 12 Butcher, 13 Hill, 14 Alleyne, 15 Phillips, All. William Harper                     |